# Зибров, Борис Григорьевич
Борис Григорьевич Зибров (укр. Борис Григорович Зібров; 19 марта 1939, Запорожье — 31 мая 2013) — почётный металлург СССР, почётный гражданин Запорожья.

## Биография
Родился 19 марта 1939 года в Запорожье.
В 1957 году окончил школу. В 1957—1959 годах работал на заводе «Днепроспецсталь». В 1959—1962 годах служил в Военно-морском флоте. С 1962 года — подручный сталевара, бригадир 3-го сталеплавильного цеха завода «Днепроспецсталь», где, в том числе, работал под началом Заслуженного металлурга УССР Н. С. Буйного. Неоднократно командировался в Венгрию, Чехословакию, Болгарию с целью передачи опыта. В 1986 году благодаря высокому мастерству и организации труда имел на счету более двух тысяч тонн сверхплановой стали. Участник XXVII съезда КПСС. С 1997 года на пенсии. Член ЦК Профсоюза металлургической промышленности.
Скончался 31 мая 2013 года.

## Награды
- Почётный металлург СССР;
- Полный кавалер ордена Трудовой Славы (1986);
- Почётный гражданин Запорожья (1986)[5].